# Diocesi di Leiria-Fátima

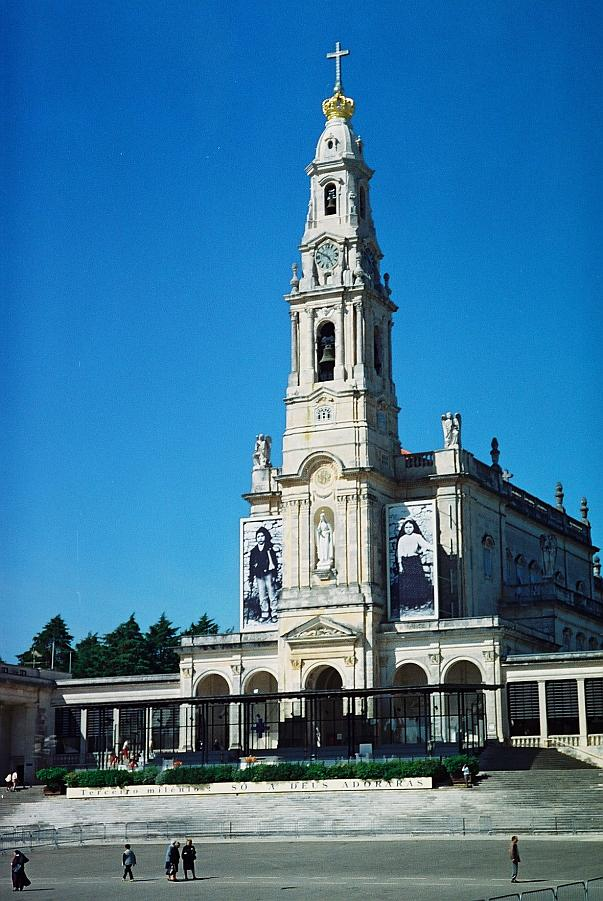
La basilica di Nostra Signora del Rosario a Fátima, uno dei santuari mariani più visitati del mondo.

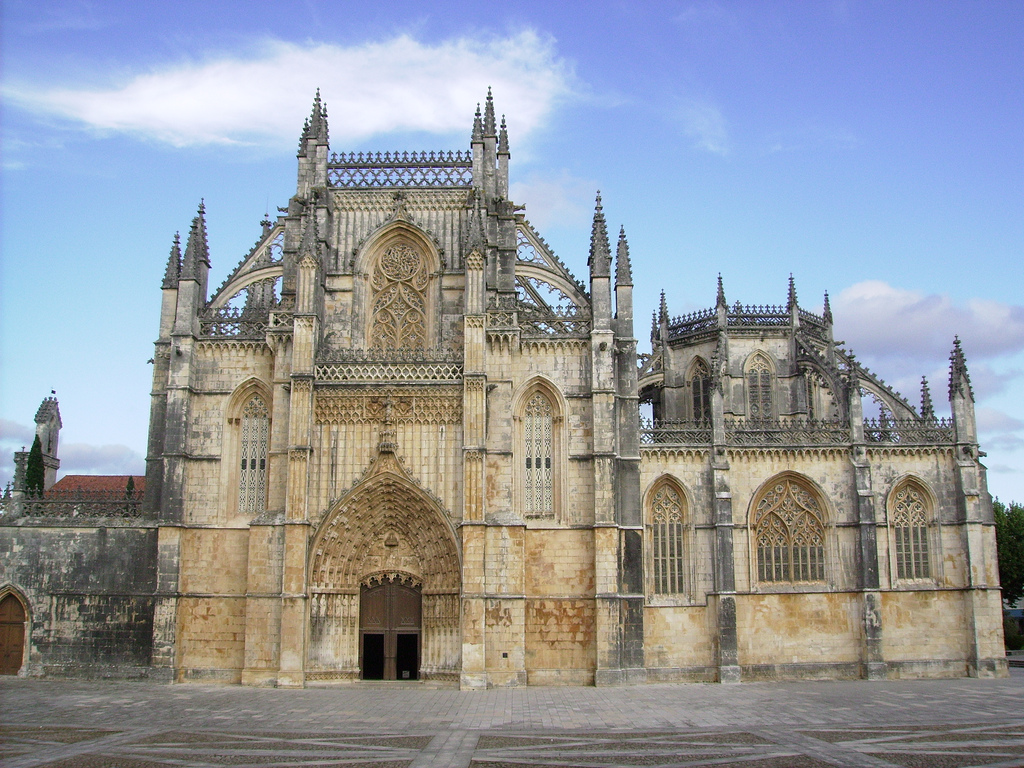
La chiesa del monastero di Batalha, edificato nella seconda metà del XIV secolo, è in edificio riconosciuto come patrimonio dell'umanità.

La diocesi di Leiria-Fátima (in latino: Dioecesis Leiriensis-Fatimensis) è una sede della Chiesa cattolica in Portogallo suffraganea del patriarcato di Lisbona. Nel 2023 contava 230.000 battezzati su 290.000 abitanti. È retta dal vescovo José Ornelas Carvalho, S.C.I.

## Territorio
La diocesi si estende su due distretti portoghesi. Comprende:
- nel distretto di Leiria, i comuni di Leiria, Marinha Grande, Batalha e Porto de Mós, e parti dei comuni di Pombal e Alcobaça;
- nel distretto di Santarém, il comune di Ourém e parti del comune di Alcanena.

Sede vescovile è la città di Leiria, dove si trova la cattedrale dell'Immacolata Concezione. A Fátima sorge l'omonimo santuario, uno dei più importanti santuari mariani del mondo, con la basilica dedicata alla Vergine del Rosario.
Il territorio si estende su 1.700 km² ed è suddiviso in 73 parrocchie, raggruppate in 9 vicariati: Monte Real, Marinha Grande, Milagres, Colmeisas, Leiria, Batalha, Porto de Mós, Fátima e Ourém.

## Storia
La diocesi di Leiria fu eretta il 22 maggio 1545 con la bolla Pro excellenti di papa Paolo III, ricavandone il territorio dalla diocesi di Coimbra e dal priorato esente di Santa Maria di Leiria. Fu nominato come primo vescovo Brás de Barros, ultimo priore di Santa Maria.
Inizialmente fu eretta a cattedrale la chiesa di Nossa Senhora da Pena, chiesa matrice della città episcopale, che tuttavia era troppo piccola per le esigenze di culto; l'odierna cattedrale fu costruita tra il 1550 ed il 1574.
Nel 1585 la diocesi si ampliò incorporando le parrocchie di São Vicente de Aljubarrota, Alvados, Arrimal, Seiça, Fátima, Freixianda, Juncal, Mendiga, Minde, Olival, Ourém, Porto de Mós e Serro Ventoso. Un successivo ampliamento ebbe luogo il 9 ottobre 1614 quando si aggiunsero alla diocesi le parrocchie di Nossa Senhora dos Prazeres de Aljubarrota e di Alpedriz, secondo quanto previsto dalla bolla Decet Romanum Pontificem di papa Paolo V. Questi territori annessi a Leiria furono in entrambi i casi sottratti al patriarcato di Lisbona.
Nel 1640 il vescovo Pedro Barbosa de Eça fu obbligato a fuggire dalla diocesi in seguito alla rivoluzione indipendentista portoghese: trovò riparo in Castiglia, morendo nello stesso anno. Negli anni successivi i vescovi Diogo de Sousa nominato da Giovanni IV e Jerónimo de Mascarenhas nominato da Filippo IV non ottennero il riconoscimento pontificio e la diocesi rimase vacante.
Brás de Barros celebrò il primo sinodo diocesano nel 1549. Altri sinodi furono organizzati da Pedro de Castilho nel 1598, da José Alves Correia da Silva nel 1943, e da Serafim de Sousa Ferreira e Silva nel 1995-2002.
Nel 1672 il vescovo Pedro Vieira da Silva istituì il seminario diocesano.
L'invasione francese del 1807 ebbe tragiche conseguenze sulla vita della diocesi, perché fu accompagnata dalla distruzione della maggior parte degli edifici religiosi (palazzo vescovile, monasteri, chiese) e dal saccheggio delle rendite ecclesiastiche.
Un altro trauma per la diocesi fu la soppressione degli ordini religiosi decretata dal ministro Joaquim António de Aguiar nel 1834. Nello stesso anno fu chiuso il seminario, che fu nuovamente ristabilito nel 1850.
Il 30 settembre 1881 fu soppressa nell'ambito della riorganizzazione territoriale delle diocesi del Portogallo con la bolla Gravissimum Christi di papa Leone XIII: il suo territorio fu spartito tra la diocesi di Coimbra e il patriarcato di Lisbona.
Nei primi lustri del XX secolo si organizzò nella diocesi un movimento restaurazionista, anche come reazione alla politica anticlericale della prima repubblica. Questo movimento fu incoraggiato anche dalle apparizioni di Fatima fra il 13 maggio e il 13 ottobre 1917. Il 17 gennaio 1918 la diocesi fu ristabilita con la bolla Quo vehementius di papa Benedetto XV. Nel 1921 fu concessa la celebrazione della messa sul luogo delle apparizioni, primo passo dell'erezione del santuario di Fátima, che si svilupperà nel decennio successivo, fino all'approvazione canonica del culto di Nostra Signora di Fatima il 13 ottobre 1930.
Il 25 marzo 1957 la diocesi ha incorporato la parrocchia di Formigais, che dal 1881 era stata assoggettata al patriarcato di Lisbona.
Il 3 dicembre 1962, con il breve Miris modis auctus, papa Giovanni XXIII dichiarò Nostra Signora di Fatima patrona principale della diocesi, assieme a sant'Agostino d'Ippona, vescovo e dottore della Chiesa.
Dal 13 maggio 1984 ha assunto il nome attuale in forza della bolla Qua pietate di papa Giovanni Paolo II.
La presenza del santuario di Fátima è stata motivo di diverse visite dei papi alla diocesi: Paolo VI nel 1967, Giovanni Paolo II nel 1982, nel 1991 e nel 2000; Benedetto XVI nel 2010 e infine Francesco nel 2017 e nel 2023.

## Cronotassi dei vescovi
Si omettono i periodi di sede vacante non superiori ai 2 anni o non storicamente accertati.
- Brás de Barros, O.S.H. † (22 maggio 1545 - 20 luglio 1556 dimesso)
  - Sancho de Noronha † (1556 - 1556 deceduto?) (vescovo eletto)
- Gaspar do Casal, O.E.S.A. † (20 dicembre 1557 - 27 novembre 1579 nominato vescovo di Coimbra)
- António Pinheiro † (27 novembre 1579 - 30 ottobre 1582 deceduto)
- Pedro de Castilho † (3 giugno 1583 - 1604 dimesso)
- Martim Afonso Mexia (de Tovar) † (24 novembre 1604 - 1º giugno 1615 nominato vescovo di Lamego)
- António de Santa Maria, O.E.S.A. † (8 febbraio 1616 - 10 maggio 1623 deceduto)
- Francisco de Menezes † (18 agosto 1625 - 5 luglio 1627 nominato vescovo di Faro)
- Dinis de Melo e Castro † (9 agosto 1627 - 14 maggio 1636 nominato vescovo di Viseu)
- Pedro Barbosa de Eça † (9 giugno 1636 - 3 dicembre 1640 deceduto)
  - Sede vacante (1640-1669)
- Pedro Vieira da Silva † (17 giugno 1669 - 12 settembre 1676 deceduto)
- Domingos de Gusmão, O.P. † (8 novembre 1677 - 6 giugno 1678 nominato arcivescovo di Évora)
  - Sede vacante (1677-1681)
- José de Lencastre, O.Carm. † (2 giugno 1681 - prima del 19 luglio 1694 dimesso)
- Álvaro de Abranches e Noronha † (19 luglio 1694 - 8 aprile 1746 deceduto)
- João Cosme da Cunha, C.R.S.A. † (8 aprile 1746 succeduto - 24 marzo 1760 nominato arcivescovo di Évora)
- Miguel de Bulhões e Souza, O.P. † (24 marzo 1760 - 14 settembre 1779 deceduto)
  - António Bonifácio Coelho † (1779 - 20 marzo 1780 deceduto) (vescovo eletto)
- Lourenço de Alencastre (Lancastro) † (18 settembre 1780 - 4 marzo 1790 deceduto)
- Manuel de Aguiar † (21 giugno 1790 - 19 marzo 1815 deceduto)
- João Inácio da Fonseca Manso † (23 agosto 1819 - 11 giugno 1834 deceduto)
  - Sede vacante (1834-1843)
- Guilherme Henriques de Carvalho † (3 aprile 1843 - 24 novembre 1845 nominato patriarca di Lisbona)
- Manuel José da Costa † (24 gennaio 1846 - 16 giugno 1851 deceduto)
- Joaquim Pereira Ferraz, O.S.B. † (10 marzo 1853 - 27 febbraio 1873 deceduto)
  - Sede vacante (1873-1881)
  - Sede soppressa (1881-1918)
- José Alves Correia da Silva † (15 maggio 1920 - 4 dicembre 1957 deceduto)
- João Pereira Venâncio † (13 settembre 1958 - 1º luglio 1972 dimesso)
- Alberto Cosme do Amaral † (1º luglio 1972 - 2 febbraio 1993 ritirato)
- Serafim de Sousa Ferreira e Silva (2 febbraio 1993 succeduto - 22 aprile 2006 ritirato)
- António Augusto dos Santos Marto (22 aprile 2006 - 28 gennaio 2022 dimesso)
- José Ornelas Carvalho, S.C.I., dal 28 gennaio 2022

## Statistiche
La diocesi nel 2023 su una popolazione di 290.000 persone contava 230.000 battezzati, corrispondenti al 79,3% del totale.
| anno | popolazione | popolazione | popolazione | presbiteri | presbiteri | presbiteri | presbiteri                | diaconi | religiosi | religiosi | parrocchie |
| anno | battezzati  | totale      | %           | numero     | secolari   | regolari   | battezzati per presbitero | diaconi | uomini    | donne     | parrocchie |
| ---- | ----------- | ----------- | ----------- | ---------- | ---------- | ---------- | ------------------------- | ------- | --------- | --------- | ---------- |
| 1949 | 164.000     | 174.000     | 94,3        | 113        | 98         | 15         | 1.451                     |         | 18        | 126       | 61         |
| 1969 | 234.265     | 235.666     | 99,4        | 180        | 117        | 63         | 1.301                     |         | 149       | 366       | 59         |
| 1980 | 201.000     | 204.598     | 98,2        | 166        | 106        | 60         | 1.210                     |         | 94        | 474       | 68         |
| 1990 | 238.000     | 240.075     | 99,1        | 183        | 103        | 80         | 1.300                     |         | 106       | 570       | 69         |
| 1999 | 273.700     | 280.000     | 97,8        | 175        | 108        | 67         | 1.564                     |         | 87        | 550       | 73         |
| 2000 | 255.000     | 265.000     | 96,2        | 167        | 103        | 64         | 1.526                     |         | 85        | 510       | 74         |
| 2001 | 255.000     | 265.000     | 96,2        | 162        | 102        | 60         | 1.574                     |         | 76        | 500       | 74         |
| 2002 | 255.000     | 265.000     | 96,2        | 168        | 103        | 65         | 1.517                     |         | 83        | 480       | 74         |
| 2003 | 255.000     | 265.000     | 96,2        | 155        | 100        | 55         | 1.645                     |         | 73        | 488       | 74         |
| 2004 | 255.000     | 265.000     | 96,2        | 155        | 101        | 54         | 1.645                     |         | 68        | 482       | 74         |
| 2013 | 272.162     | 296.362     | 91,8        | 162        | 92         | 70         | 1.680                     |         | 86        | 686       | 75         |
| 2016 | 266.328     | 292.402     | 91,1        | 154        | 90         | 64         | 1.729                     |         | 77        | 655       | 75         |
| 2019 | 270.334     | 302.120     | 89,5        | 159        | 91         | 68         | 1.700                     | 1       | 83        | 629       | 74         |
| 2021 | 248.500     | 290.000     | 85,7        | 158        | 89         | 69         | 1.572                     |         | 83        | 618       | 73         |
| 2023 | 230.000     | 290.000     | 79,3        | 155        | 86         | 69         | 1.483                     |         | 81        | 660       | 73         |